# Maibara

Maibara (米原市 Maibara-shi?) este un municipiu din Japonia, prefectura Shiga.